# CA Unión de Santa Fe
A CA Unión de Santa Fe egy argentin labdarúgócsapat Santa Fe városában. A egyesületet 1907. április 15-én alapították. A klub jelenleg az első osztályban szerepel és a 28 000 néző befogadására alkalmas Estadio 15 de Abrilban játssza hazai mérkőzéseit.

## Jelenlegi keret
2024. február 1. szerint.
| #  |     | Poszt | Név                                                    |
| -- | --- | ----- | ------------------------------------------------------ |
| 1  | ARG | K     | Nicolás Campisi                                        |
| 2  | ARG | V     | Miguel Torrén                                          |
| 3  | ARG | V     | Claudio Corvalán                                       |
| 5  | ARG | KP    | Joaquín Mosqueira                                      |
| 7  | ARG | CS    | Mauro Luna Diale                                       |
| 9  | ARG | CS    | Gonzalo Morales (kölcsönben a Boca Juniors csapatától) |
| 10 | ARG | KP    | Enzo Roldán                                            |
| 11 | ARG | KP    | Mateo Del Blanco                                       |
| 13 | ARG | V     | Valentín Fascendini                                    |
| 14 | ARG | V     | Bruno Pittón                                           |
| 15 | ARG | KP    | Patricio Tanda (kölcsönben a Racing Club csapatától)   |
| 16 | ARG | V     | Federico Vera                                          |
| 18 | ARG | CS    | Lucas Gamba                                            |

| #  |     | Poszt | Név                                                   |
| -- | --- | ----- | ----------------------------------------------------- |
| 19 | ARG | KP    | Tiago Banega (kölcsönben a Racing Club csapatától)    |
| 20 | ARG | KP    | Simón Rivero (kölcsönben a Boca Juniors csapatától)   |
| 22 | ARG | V     | Francisco Gerometta                                   |
| 25 | URU | K     | Thiago Cardozo (kölcsönben a Peñarol csapatától)      |
| 26 | ARG | V     | Juan Pablo Ludueña                                    |
| 29 | ARG | KP    | Mauro Pittón                                          |
| 30 | ARG | CS    | Jerónimo Dómina                                       |
| 32 | ARG | V     | Nicolás Paz                                           |
| 33 | ARG | CS    | Nicolás Orsini (kölcsönben a Boca Juniors csapatától) |
| 34 | ARG | V     | Franco Pardo                                          |
| 40 | ARG | K     | Lucas Meuli                                           |
| —  | URU | CS    | Adrián Balboa                                         |

## Fordítás
Ez a szócikk részben vagy egészben  az   Unión de Santa Fe című angol Wikipédia-szócikk fordításán alapul.  Az eredeti cikk szerkesztőit annak laptörténete sorolja fel. Ez a jelzés csupán a megfogalmazás eredetét és a szerzői jogokat jelzi, nem szolgál a cikkben szereplő információk forrásmegjelöléseként.